# Syrna
Syrna (řecky Σύρνα) je řecký ostrov v souostroví Dodekanés v jihovýchodní části Egejského moře. Nachází se 35 km jihovýchodně od ostrova Astypalaia, se kterým tvoří jednu obec, a 44 km jihozápadně od ostrova Nisyros.

## Geografie
Rozloha ostrova je 7,868 km². Nejvyšší bod dosahuje nadmořské výšky 322 m.

## Obyvatelstvo
V jižní části ostrova mezi dvěma zátokami se nachází jediná stejnojmenná vesnice, která k roku 2011 nebyla obydlena.